# Indy de Vroome
Indy de Vroome (ur. 21 maja 1996 w Cromvoirt) – holenderska tenisistka.
W zawodowych meczach zadebiutowała w lutym 2012, biorąc udział z dziką kartą w turnieju ITF w Tallinnie, w którym dotarła do półfinału. Miesiąc później, też z dziką kartą, zagrała w kwalifikacjach do turnieju cyklu WTA Tour w Miami, ale odpadła w pierwszej rundzie, przegrywając ze Sloane Stephens. W 2014 ponownie zagrała w Miami, tym razem w turnieju głównym, ale też odpadła po pierwszej rundzie, ulegając Annie Karolínie Schmiedlovej.
W sumie w zawodach rangi ITF wygrała siedem turniejów w grze pojedynczej i sześć w grze podwójnej.

## Wygrane turnieje rangi ITF
| turnieje z pulą nagród 100 000 $   |
| turnieje z pulą nagród 75/80 000 $ |
| turnieje z pulą nagród 50/60 000 $ |
| turnieje z pulą nagród 25 000 $    |
| turnieje z pulą nagród 15 000 $    |
| turnieje z pulą nagród 10 000 $    |

### Gra pojedyncza
|    | Data       | Turniej      | Kat. | ($)    | Naw.     | Finalistka         | Wynik            |
| 1. | 13/01/2013 | Saint-Martin | ITF  | 10 000 | twarda   | Léa Tholey         | 6:3, 6:2         |
| 2. | 13/10/2013 | Tampico      | ITF  | 25 000 | twarda   | Doroteja Erić      | 6:4, 6:3         |
| 3. | 09/03/2014 | Irapuato     | ITF  | 25 000 | twarda   | Naomi Ōsaka        | 3:6, 6:4, 6:1    |
| 4. | 05/05/2019 | Antalya      | ITF  | 15 000 | ziemna   | Jennifer Luikham   | 6:1, 6:0         |
| 5. | 01/09/2019 | Verbier      | ITF  | 25 000 | ziemna   | Diāna Marcinkēviča | 3:6, 6:3, 7:6(2) |
| 6. | 27/10/2019 | Saguenay     | ITF  | 60 000 | twarda   | Robin Anderson     | 3:6, 6:4, 7:5    |
| 7. | 01/12/2019 | Solarino     | ITF  | 25 000 | dywanowa | Urszula Radwańska  | 6:1, 6:2         |